# Augusta Reuss-Schleiz-Köstritz
Auguste Reuss-Schleiz-Köstritz (ur. 26 maja 1822 w Klipphausen, zm. 3 marca 1862 w Schwerinie) – księżniczka Reuss-Köstritz i poprzez małżeństwo wielka księżna Meklemburgii-Schwerin.
Była drugą córką (trzecim dzieckiem) księcia Reuss-Köstritz – Henryka LXIII i jego pierwszej żony, księżnej Eleonory. 3 listopada 1849 w Ludwigsluście poślubiła wielkiego księcia Meklemburgii-Schwerin – Fryderyka Franciszka II. Para miała sześcioro dzieci:
- Fryderyka Franciszka III (1851-1897), kolejnego wielkiego księcia Meklemburgii-Schwerin
- księcia Pawła Fryderyka (1852-1923)
- księżniczkę Marię (1854-1920), późniejszą wielką księżną Rosji
- księcia Mikołaja (1855-1856)
- księcia Jana Alberta (1857-1920), późniejszego regenta Księstwa Brunszwiku
- księcia Aleksandra (1859-1859)